# Urcadzor
Urcadzor o Urtsadzor (in armeno Ուրցաձոր?) è un comune dell'Armenia di 3 056 abitanti (2008) della provincia di Ararat.